# Station Lindwedel
Station Lindwedel (Haltepunkt Lindwedel) is een spoorwegstation in de Duitse plaats Lindwedel in de deelstaat Nedersaksen. Het station ligt aan de spoorlijn Walsrode - Buchholz.

## Indeling
Het station heeft één perronspoor, welke voorzien is van een abri. Op het perron is er een fietsenstalling. Het perron is te bereiken vanaf de straat Hannoversche Straße (K 154), waar ook een bushalte te vinden is.

## Verbindingen
Het station wordt bediend door treinen van erixx. De volgende treinserie doet het station Lindwedel aan:
| Serie | Treinsoort           | Route                                                                     | Bijzonderheden |
| ----- | -------------------- | ------------------------------------------------------------------------- | -------------- |
| RB 38 | Regionalbahn (Erixx) | Buchholz (Nordheide) – Soltau (Han) – Walsrode – Lindwedel – Hannover Hbf |                |